# Spalerosophis dolichospilus
Spalerosophis dolichospilus är en ormart som beskrevs av Werner 1923. Spalerosophis dolichospilus ingår i släktet Spalerosophis och familjen snokar. Inga underarter finns listade i Catalogue of Life.
Arten förekommer i Marocko, norra Västsahara, norra Algeriet och västra Tunisien. Arten lever i låglandet och i bergstrakter upp till 1000 meter över havet. Individerna vistas i torra regioner med glest fördelad växtlighet och de besöker jordbruksmark. De gömmer sig ofta under stenar eller i jordhålor. Honor lägger ägg.
Några exemplar dör vid trafikolyckor. Spalerosophis dolichospilus fångas av ormtjusare och den säljs som terrariedjur. IUCN kategoriserar arten globalt som otillräckligt studerad.